# قائمة صراعات اليمن
| الصراع                                       | الطرف الأول | الطرف الثاني                                                                         | النتائج                                                                                               |
| -------------------------------------------- | --- | ------------------------------------------------------------------------------------ | --- |
| المناوشات الحدودية اليمنية - السعودية (1931) | المملكة المتوكلية اليمنية                                                                                      | مملكة الحجاز ونجد وملحقاتها                                                          | غير واضح                                                                                              |
| نزاع نجران (1931/1932–1932)                  | المملكة المتوكلية اليمنية                                                                                      | مملكة الحجاز ونجد وملحقاتها                                                          | غير واضح                                                                                              |
| الحرب السعودية اليمنية (1934)                | المملكة المتوكلية اليمنية                                                                                      | السعودية                                                                             | توقيع اتفاقية الطائف بين البلدين                                                                      |
| ثورة الدستور (1948)                          | الإمام يحيى حميد الدين الإمام أحمد حميد الدين                                                                  | الإمام عبد الله الوزير علي ناصر القردعي                                              | فشل الثورة وإنتصار الملكيين                                                                           |
| حرب 1948 (1948–1949)                         | مصر العراق الأردن سوريا لبنان السعودية اليمن جيش الجهاد المقدس جيش الإنقاذ                                     | إسرائيل                                                                              | هزيمة - اتفاقيات الهدنة لعام 1949                                                                     |
| ثورة 26 سبتمبر (1962–1968)                   | المملكة المتوكلية اليمنية السعودية                                                                             | الجمهورية العربية اليمنية · الجمهورية العربية المتحدة                                | تغيير النظام - نهاية المملكة المتوكلية اليمنية                                                        |
| ثورة 14 أكتوبر (1963–1967)                   | المملكة المتحدة - اتحاد الجنوب العربي                                                                          | الجبهة القومية للتحرير جبهة تحرير جنوب اليمن المحتل                                  | التحرر من الاحتلال - قيام جمهورية اليمن الجنوبية الشعبية                                              |
| حرب الوديعة (1969)                           | جمهورية اليمن الديمقراطية الشعبية                                                                              | السعودية                                                                             | استعادة السعودية مركز الوديعة                                                                         |
| حرب 1972 اليمنية(1972)                       | الجمهورية العربية اليمنية                                                                                      | جمهورية اليمن الديمقراطية الشعبية                                                    | وقف إطلاق النار                                                                                       |
| الحرب الأهلية اللبنانية (1976–1977)          | قوات الردع العربية - سوريا - السعودية - السودان - الإمارات - ليبيا - اليمن الجنوبي                             | الجبهة اللبنانية                                                                     | انسحاب - اليمن الجنوبي ينسحب من قوات الردع العربية عام 1977                                           |
| حرب أوغادين (1977–1978)                      | اثيوبيا · كوبا · الاتحاد السوفيتي · اليمن الجنوبي                                                              | جمهورية الصومال الديمقراطية · جبهة تحرير غرب الصومال                                 | انتصار - انسحاب الصومال من أوغادين.                                                                   |
| حرب الاستقلال الإريترية(1977–1990)           | اثيوبيا · كوبا · اليمن الجنوبي                                                                                 | جبهة التحرير الإريترية الجبهة الشعبية لتحرير إريتريا                                 | استقلال إريتريا عن إثيوبيا                                                                            |
| حرب الجبهة (1978–1982)                       | الجمهورية العربية اليمنية                                                                                      | الجبهة الوطنية الديمقراطية                                                           | انتصار الحكومة                                                                                        |
| حرب 1979 اليمنية(1979)                       | الجمهورية العربية اليمنية                                                                                      | جمهورية اليمن الديمقراطية الشعبية                                                    | وقف إطلاق النار                                                                                       |
| حرب جنوب اليمن الأهلية (1986)                | علي ناصر محمد                                                                                                  | عبد الفتاح إسماعيل                                                                   | تغيير النظام - تقلد حيدر أبو بكر العطاس السلطة                                                        |
| حرب صيف 1994 (1994)                          | اليمن | جمهورية اليمن الديمقراطية                                                            | انتصار الحكومة - إعادة توحيد اليمن                                                                    |
| نزاع جزر حنيش(1995)                          | اليمن | إريتريا                                                                              | التحكيم الدولي لصالح اليمن                                                                            |
| الحرب على القاعدة (1998–)                    | اليمن | جماعة أنصار الشريعة تنظيم القاعدة في جزيرة العرب                                     | مستمرة - انتصار الجيش اليمني على مسلحي القاعدة وأنصار الشريعة                                         |
| حرب صعدة الأولى (2004)                       | اليمن | الحوثيين                                                                             | انتصار الحكومة - مقتل حسين الحوثي                                                                     |
| حرب صعدة الثانية (2005)                      | اليمن | الحوثيين                                                                             | انتصار الحكومة - استسلام الحوثيون بعد توقيع اتفاق                                                     |
| حرب صعدة الثالثة (2005–2006)                 | اليمن | الحوثيين                                                                             | انتصار الحكومة                                                                                        |
| حرب صعدة الرابعة (2007)                      | اليمن | الحوثيين                                                                             | انتصار الحكومة                                                                                        |
| حرب صعدة الخامسة (2008)                      | اليمن | الحوثيين                                                                             | وقف إطلاق النار - الحكومة اليمنية تعلن وقف إطلاق النار من جانب واحد                                   |
| حرب صعدة السادسة (2008)                      | اليمن السعودية                                                                                                 | الحوثيين                                                                             | وقف إطلاق النار                                                                                       |
| التمرد في جنوب اليمن (2009–)                 | اليمن | الحراك الجنوبي                                                                       | مستمرة                                                                                                |
| ثورة الشباب اليمنية (2011–2012)              | الحكومة اليمنية                                                                                                | أحزاب اللقاء المشترك المتظاهرون ورجال القبائل                                        | تغيير النظام - سقوط نظام علي عبدالله صالح                                                             |
| استيلاء الحوثيين على السلطة(2014)            | اليمن | الحوثيين                                                                             | التصعيد إلى حرب أهلية واسعة النطاق                                                                    |
| الحرب الأهلية اليمنية(2015–)                 | الحكومة اليمنية السعودية · الإمارات العربية المتحدة · البحرين · الكويت · قطر · الأردن · المغرب · مصر · السودان | اللجنة الثورية - الحوثيين - الجيش المؤيد لعلي عبد الله صالح المجلس الانتقالي الجنوبي | مستمرة - الحوثيون يسيطرون على محافظات اليمن الشمالية ومركز السلطة في صنعاء. - التدخل العسكري في اليمن |